# Xanthoparmelia echidnaformis
Xanthoparmelia echidnaformis är en lavart som beskrevs av Elix. Xanthoparmelia echidnaformis ingår i släktet Xanthoparmelia och familjen Parmeliaceae.   Inga underarter finns listade i Catalogue of Life.